# Jean Pierre Joseph d’Arcet

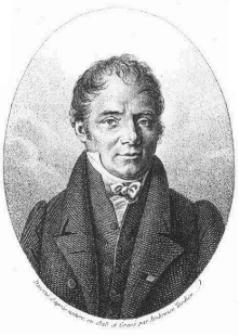
Jean Pierre Joseph d'Arcet, 1828.

Jean Pierre Joseph d’Arcet (* 31. August 1777 in Paris; † 2. August 1844 ebenda) war ein französischer Chemiker.
D’Arcet wurde 1801 Münzwardein. Er starb 1844 in Paris als Generalmünzwardein sowie als Mitglied des Generalkonseils der Fabriken und Manufakturen und des Salubritätskonseils im Departement Seine (heute Paris).
D’Arcet lieferte für die chemische Technik mehrere wertvolle Arbeiten, verbesserte die Pulverfabrikation und die Darstellung der Bronze und bronzeartigen Legierungen. Er entdeckte, dass zinnreiche Bronze durch wiederholtes Ablöschen sehr zäh und hämmerbar wird und erfand 1802 das Verfahren zur Scheidung des Goldes vom Silber mit Hilfe von Schwefelsäure. Dieses 1816 noch verbesserte Verfahren ermöglicht die Abscheidung eines sehr geringen Goldgehalts aus großen Mengen Silber. Er untersuchte die nährenden Bestandteile der Knochen und die Gewinnung von Zucker aus Kastanien; auch bemühte er sich um die Milderung der von verschiedenen Gewerben ausgehenden Gesundheitsrisiken zum Beispiel durch Ventilatoren in den Fabriken und schrieb über die gesundheitsgemäße Einrichtung der Hospitäler.
Am 3. Februar 1823 wurde er Mitglied der Académie des sciences.
Er sollte nicht mit seinem Vater Jean d’Arcet (1725–1801), Chemieprofessor am Collège de France, verwechselt werden.